# Malindi
Malindi er en by i den sydøstlige del af Kenya med et indbyggertal på cirka 54.000 indbyggere. Byen er hovedstad i et distrikt af samme navn, og ligger ved kysten til det Indiske Ocean.